# Климчук Микола Миколайович
Мико́ла Микола́йович Климчу́к (нар. 1977) — перекладач гуманітарної та історичної літератури, редактор, лектор на перекладацьку та видавничу тематику.

## Біографія
Закінчив історичний факультет Вінницького державного педагогічного університету ім. Михайла Коцюбинського та аспірантуру у відділі історії культури українського народу Інституту історії України Національної академії наук України.
Перекладає з англійської українською та російською мовами. У доробку — переклади класичних і сучасних робіт з історії, літературознавства, економіки, зокрема праці канадських та американських україністів Сергія Єкельчика, Мирослава Шкандрія, Ірини Макарик, Сергія Плохія, американського історика Тімоті Снайдера, Джозефа Кемпбелла, Карло Чіполли, відомого перуанського економіста і громадського діяча Ернандо де Сото, мемуари принца Гаррі, а також класична праця з історії ідей «Винайдення традиції». Переклав дві книжки Стівена Гокінга та біографію «Ейнштейн. Життя і всесвіт генія» Волтера Айзексона. У співпраці з Тарасом Цимбалом переклав «Атлас біблійної історії». Найвідоміші переклади — «Чорний лебідь» і «Антикрихкіст» Насіма Талеба, «Та ви жартуєте, містере Фейнман» Річарда Фейнмана. Досліджує і популяризує спадщину англо-американського архітектора Крістофера Александера, переклав українською дві його книжки — «Архітектура поза часом» і «Мова шаблонів».
Учасник проекту «Лабораторія наукового перекладу», форуму «(Не)можливість перекладу» в часописі «Україна модерна», «круглих столів» з питань перекладу, зокрема гуманітарної літератури. Живе і працює у Вінниці.
Веде телеграм-канал «Прим. пер.» [Архівовано 7 лютого 2021 у Wayback Machine.] про переклад та редактуру.

## Переклади
- Чіполла, Карло. Закони дурості людської / пер. з англ. Микола Климчук. — К. : Наш Формат, 2024. — 96 с.
- Блейк, Марк. Фредді Меркюрі. A Kind of Magic / пер. з англ. Микола Климчук. — К. : Наш Формат, 2024.
- Вільчек, Френк. Основи. 10 ключів до реальності / пер. з англ. Микола Климчук. — К. : Лабораторія, 2021. — 208 с.
- Хокінг, Стівен. Короткі відповіді на великі питання / Пер. з англ. Миколи Климчука. — К.: Вівсянка, 2019. — 224 с.
- Вілбер, Кен. Трамп і епоха постправди / Пер. з англ. Миколи Климчука. — Львів: Терра інкогніта, 2019. — 136 с.
- Що далі?.. Все, що наука знає про наше майбутнє / За ред. Джима аль-Халілі. — К.: Кі Фанд Медіа, 2018. — 248 с.
- Фейнман, Річард. Та ви жартуєте, містере Фейнман! / Пер. з англ. Миколи Климчука. — К.: Наш формат, 2018. — 395 с.
- Саган, Карл. Світ повний демонів. Наука — свічка у пітьмі / Пер. з англ. Миколи Климчука. — К.: КСД, 2018.
- Талеб, Насім. Антикрихкість. Про (не)вразливе у реальному житті / Пер. з англ. Миколи Климчука. — К.: Наш формат, 2018. — 408 с.
- Талеб, Насім. Чорний лебідь. Про (не)ймовірне у реальному житті / Пер. з англ. Миколи Климчука. — К.: Наш формат, 2018. — 408 с.
- Петровський-Штерн, Йоханан. Українці і євреї: простір взаємодії. Інавгураційна лекція з нагоди присвоєння звання почесного доктора Національного університету «Києво-Могилянська академія», прочитана 20 січня 2014 року / Авториз. пер. з англ. Миколи Климчука. — К.: ВД «Києво-Могилянська академія», 2014. — 96 с.: 18 фото.
- Плохій, Сергій. Козацький міф. Історія та націєтворення в епоху імперій / Пер. з англ. Микола Климчук. — К.: Laurus, 2013. — 440 с.: 40 іл., 4 карти. [Архівовано 31 грудня 2013 у Wayback Machine.] (третє видання: КСД, 2018)
- Плохій, Сергій. Великий переділ. Незвичайна історія Михайла Грушевського / Пер. з англ. Микола Климчук. — К.: Критика, 2011. — 600 с.: 20 іл., 4 карти.
- Кінг, Чарльз. Історія Чорного моря / Пер. з англ. Микола Климчук. — К.: Ніка-Центр, 2011. — 312 с.: іл.
- Макарик, Ірина. Перетворення Шекспіра. Лесь Курбас, український модернізм і радянська культурна політика 1920-х років / Пер. з англ. Микола Климчук. — К.: Ніка-Центр, 2010. — 348 с.: 41 іл.
- Екельчик, Сергей. История Украины: становление современной нации / Пер. з англ. Николай Климчук. — К.: К. И. С., 2010. — 400 с.: 101 іл., 3 карти (ISBN 978-966-2141-24-5)
- Сото, Ернандо де. Загадка капіталу. Чому капіталізм перемагає лише на Заході і ніде більше / Пер. з англ. Микола Климчук. — К.: Ніка-Центр, 2009. [Архівовано 13 лютого 2016 у Wayback Machine.]
- Шкандрій, Мирослав. Модерністи, марксисти і нація: українська літературна дискусія 1920-х років [Архівовано 13 лютого 2016 у Wayback Machine.] / Пер. з англ. Микола Климчук; науковий редактор Ярина Цимбал. — К.: Ніка-Центр, 2006. — 382 с.
- Винайдення традиції / За ред. Ерика Гобсбаума та Теренса Рейнджера / Пер. з англ. і вступна стаття Миколи Климчука. — К.: Ніка-Центр, 2005. — 448 с. (ISBN 966-521-319-9) [Архівовано 13 лютого 2016 у Wayback Machine.]

## Переклади у співпраці
- Снайдер, Тимоті. Криваві землі. Європа між Гітлером і Сталіним / Пер. з англ. Микола Климчук (розділи 1—5) і Павло Грицак (розділи 6—11). — К.: Грані-Т, 2011.
- Атлас біблійної історії / Пер. з англ. Микола Климчук і Тарас Цимбал. — К.: Картографія, 2010. — 192 с.: іл. [Архівовано 12 травня 2014 у Wayback Machine.]
- Єкельчик, Сергій. Імперія пам'яті. Російсько-українські стосунки в радянській історичній уяві / Пер. з англійської Микола Климчук і Христина Чушак. — К.: Критика, 2008. — 304 с. [Архівовано 13 лютого 2016 у Wayback Machine.] (ISBN 966-8978-08-0)
- Мак-Ґрат, Алістер. Інтелектуальні витоки європейської Реформації / Пер. з англ. Микола Климчук і Тарас Цимбал. — К.: Ніка-Центр, 2008. — 344 с. [Архівовано 19 вересня 2011 у Wayback Machine.]
- Сміт, Ентоні. Нації та націоналізм у глобальну епоху / Пер. з англ. Микола Климчук і Тарас Цимбал. — К.: Ніка-Центр, 2006. — 320 с. [Архівовано 7 липня 2014 у Wayback Machine.] (ISBN 966-521-401-2)

## Наукове редагування
- Кон, Норман. Привід для геноциду. Міф про всесвітню єврейську змову і «Протоколи сіонських мудреців» / Пер. з англ. Тарас Цимбал; науковий редактор Микола Климчук. — К.: Самміт-Книга, 2011. — 350 с.: іл.
- Кені, Педрик. Карнавал революції. Центральна Європа 1989 року / Пер. з англ. Андрій Портнов, Тетяна Портнова; науковий редактор Микола Климчук. — К.: Критика, 2006. — 471 с.